# Скорце

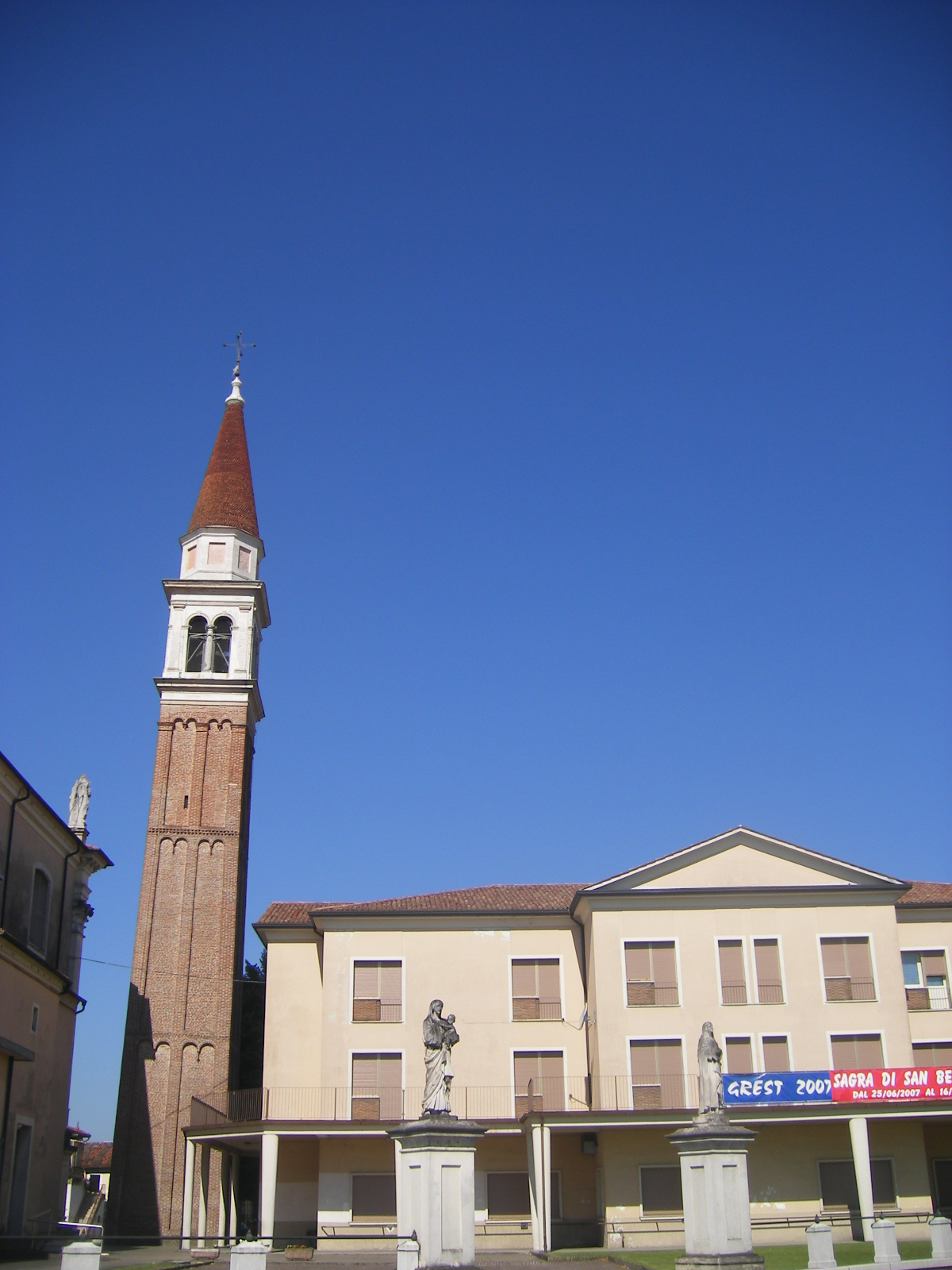

Скорце (італ. Scorzè, вен. Scorsè) — муніципалітет в Італії, у регіоні Венето, метрополійне місто Венеція.
Скорце розташоване на відстані близько 410 км на північ від Рима, 24 км на північний захід від Венеції.
Населення — 18 888 осіб (2014).
Покровитель — San Benedetto.

## Демографія
Населення за роками:

Станом на 1 січня 2023 року в муніципалітеті офіційно проживало 1669 іноземців з 76 країн, серед них 532 громадяни країн Євросоюзу та 37 громадян України.

## Персоналії
- Альдо Граціаті (1905—1953) — італійський кінооператор.

## Сусідні муніципалітети
- Мартеллаго
- Мольяно-Венето
- Ноале
- Сальцано
- Требазелеге
- Венеція
- Церо-Бранко